# Trigonopterus disruptus

Trigonopterus disruptus (лат.) — вид жуков-долгоносиков рода Trigonopterus из подсемейства Cryptorhynchinae (Curculionidae). Индонезия, провинция Западные Малые Зондские острова, Lombok (Mt. Pengasingan, Sajang, Santong, Sembalun, Senaru, Sesaot, Tetebatu): 625–1450 м.

## Описание
Мелкие нелетающие жуки-долгоносики, длина около 3 мм; в основном буроватого цвета с бронзовым отливом. Тело субовальное. От близкого вида Trigonopterus rinjaniensis отличается более гладкой скульптурой тела. Крылья отсутствуют. Рострум укороченный, в состоянии покоя не достигает середины средних тазиков. Надкрылья с 9 бороздками. Коготки лапок мелкие. В более ранних работах упоминался как «Trigonopterus sp. 292».
Вид был впервые описан в 2014 году немецким колеоптерологом Александром Риделем (Alexander Riedel; Museum of Natural History Karlsruhe, Карлсруэ, Германия), совместно с энтомологами Рене Тэнзлером (Rene Tänzler; Zoological State Collection, Мюнхен), Майклом Бальке (Michael Balke; GeoBioCenter, Ludwig-Maximilians-University, Мюнхен, Германия), Кахийо Рахмади (Cahyo Rahmadi; Indonesian Institute of Sciences, Research Center for Biology, Cibinong, Западная Ява, Индонезия), Яйюк Сухарджоно (Yayuk R. Suhardjono; Zoological Museum, Cibinong Science Center - LIPI, Jl. Raya Jakarta-Bogor, Индонезия), осуществившими ревизию фауны жуков рода Trigonopterus на острове Ява и соседних островах. Включён в состав видовой группы T. saltator-group вместе с видами Trigonopterus aeneomicans, T. batukarensis, T. delapan, T. enam, T. dua, T. empat, T. fissitarsis, T. kintamanensis, T. klatakanensis и другими таксонами.